# Giustino Ferri
Giustino Lorenzo Ferri (Picinisco, 23 marzo 1856 – Roma, 13 maggio 1913) è stato uno scrittore e giornalista italiano.

## Biografia
Dopo aver compiuto gli studi nel Liceo Tulliano di Arpino, nel 1878 si laureò in Giurisprudenza a Napoli. Trasferitosi a Roma nel 1880,  iniziò a collaborare al Capitan Fracassa, fondato in quell'anno da Luigi Arnaldo Vassallo (che ne divenne direttore), Federico Napoli, Gennaro Minervini e Giuseppe Turco. Dal 1881 prese a scrivere anche sulla Cronaca Bizantina, dove con Matilde Serao tenne la rubrica Salotti Romani,  e dal 1884 sulla Domenica letteraria e sul Fanfulla. Dal 1887 al 1899 collaborò al giornale Don Chisciotte della Mancia, al Don Chisciotte a Roma e a Il Caffaro, giornale di Genova, di cui pure era direttore il Vassallo. Come critico teatrale dal 1889 fino alla morte scrisse dapprima su La Rivista d'Italia,  poi su Il Tirso, e infine sulla Nuova Antologia.
Frequentatore e animatore dell'ambiente letterario romano, che si ritrovava in particolare al Caffè Bussi, ebbe rapporti intensi con Gabriele D'Annunzio, Luigi Capuana e Luigi Pirandello.
Sulle riviste di cui era collaboratore spesso pubblicò novelle, note letterarie e anche romanzi a puntate. La sua opera narrativa e giornalistica è molto vasta: sedici romanzi (di cui tre incompiuti), un centinaio di racconti e un migliaio di articoli.
I critici sottolineano nella sua opera la dipendenza dal clima culturale creato dalla Scapigliatura, l'influenza del Verismo e l'influsso del D'Annunzio narratore, ma contestualmente mettono in evidenza la difficoltà di ascriverlo ad una scuola letteraria definita. In sintesi "Ferri […] non si lasciò imprigionare dentro i confini di un movimento o di una scuola. Fu un eclettico per vocazione e per convinzione". Ad esempio fu anticipatore della fantascienza italiana col suo romanzo La fine del secolo XX. Storia futura del 1906.

## Opere principali

### Romanzi
- Un dramma dell'Alhambra.  In appendice al  “Capitan Fracassa” , 1881
- L'ultima notte. In appendice al  “Capitan Fracassa” , 1882
- Il duca di Fonteschiavi. Suppl. al “Caffaro”, Genova 1883-1884.
- Roma gialla. Roma, Sommaruga, 1884.(Raccolta dei tre romanzi precedenti, il primo con il titolo modificato in “Gli orecchini di Stefania”)
- La vergine dei sette peccati: romanzo romantico. In appendice al  “Capitan Fracassa” 1881; poi in volume:  Roma, Verdesi, 1885.
- La crisi.  In appendice al  “Don Chisciotte della Mancia” , 1891.
- Jack lo sventratore di donne, ovvero i misteri di Londra, Roma: Perino, 1891 (come L. Iron)
- Il Capolavoro. In appendice al “Caffaro”, 1892; poi in volume: Roma-Torino, Società Editrice Nazionale Roux e Viarengo, 1901.
- La Canaglia, ovvero Roma sconosciuta. Roma, Perino, 1892.
- Roma sotterranea. Roma, Perino, 1892.
- Il capitano del Belphegor (con lo pseud. di Maffio Savelli). Roma-Torino, Società Editrice Nazionale Roux e Viarengo, 1901?.
- La fine del secolo XX: storia futura. Milano, Vallardi, 1906.
- La Camminante.  A puntate sulla “Nuova Antologia”, 1908; poi in volume: Roma, Casa editrice della “Nuova Antologia”, 1910.
- Dea Passio: studio di vita provinciale. A puntate sulla “Tribuna”, 1907; poi in volume: Napoli, Ricciardi, 1910.
- La basilica insanguinata. Roma, Romanziere della Tribuna, 1910.
- Tre romanzi incompiuti: Il re di Roma, Flirt-Hotel, La spira.

### Novelle e varia
Gran parte delle novelle e delle note letterarie di Giustino Ferri sono ancora inedite, e rintracciabili solo nelle raccolte dei giornali a cui collaborò. Tra i lavori pubblicati autonomamente:
- Avventure ai bagni – Tuffolina si diverte, novelle e pezzi di varietà. Roma, Perino, 1885.
- Il castello fantasma: novelle. Roma, Voghera, 1899.
- Nerone: scene e costumi di Roma imperiale (pseud. Maffeo Savelli). Roma-Torino, Società Editrice Nazionale Roux e Viarengo, 1905 (5. ed. riv.).
- Fate benefiche. Firenze, Bemporad, 1899. (Versione dal napoletano e adattamento ad uso dei fanciulli di 18 Fiabe di Giambattista Basile).